# The Voice of Greece
The Voice of Greece (Englisch für Die Stimme Griechenlands, abgekürzt auch TVOG) ist eine griechische Gesangs-Castingshow, die seit Januar 2014 vom Fernsehsender  ANT1 ausgestrahlt wird. Sie basiert auf dem Castingshow-Konzept The Voice, das erstmals Ende 2010 in den Niederlanden unter dem Titel The Voice of Holland umgesetzt wurde. Die Siegerin der ersten Staffel heißt Maria Elena Kiriakou. Eine zweite Staffel ist in Planung mit The Voice Kids, eine Casting-Gesangsshow für Kinder, die gleichzeitig mit der 2. Staffel von The Voice of Greece 2015 starten soll.

## Konzept
Das Konzept ähnelt sich dem von der original Version aus Holland. Zu den Blind Auditions werden zahlreiche Kandidaten eingeladen, die sich vor einer vierköpfigen Jury beweisen müssen. Drückt ein Jury-Mitglied auf den Buzzer, kommt der Kandidat eine Runde weiter. Bekommt ein Kandidat kein Jury-Mitglied dazu, den Buzzer zu drücken, ist er ausgeschieden. Danach kommt es zu den Battle-Shows, wo mehrere Kandidaten gegeneinander antreten müssen. In den Liveshows entscheidet sich letztendlich, wer Sieger von The Voice of Greece wird.

## Promotion
Der erste Trailer wurde im September 2013 auf ANT1 veröffentlicht, mit den Worten: „Die erste Show, bei denen wir die Augen schließen werden und nur auf die Stimme hören“. Vier weitere zwanzigsekündige Trailer folgten Anfang Dezember. Am 12. Dezember folgte ein weiterer Trailer, der den Starttermin bekannt gab, sowie die Couches erstmals präsentierte. Ein Bus reiste durch Zypern und Griechenland, worauf die Jury, die Sendetermine und das Logo zu sehen war um die Show zu promoten.
Die Show wurde mit dem Hashtag #thevoicegr in sozialen Netzwerken promotet. Auch einzelne Hashtags über die Couches gab es.

## Alle Staffeln
_ Team Stavento

_ Team Vandi

_ Team Remos

_ Team Aslanidou

_ Team Maraveyas

_ Team Rouvas

_ Team Paparizou

_ Team Mouzourakis
 _ Team Zouganeli
| Staffel | Premiere           | Finale            | Gewinner/in          | Zweitplatzierte/r | 3. und 4. Platz      | Coach-Gewinner   | Moderatoren                          | Jury-Coaches                                                      |
| ------- | ------------------ | ----------------- | -------------------- | ----------------- | -------------------- | ---------------- | ------------------------------------ | ----------------------------------------------------------------- |
| Eins    | 10. Januar 2014    | 9. Mai 2014       | Maria Elena Kyriakou | Areti Kosmidou    | Emily Charalambous   | Despina Vandi    | Giorgos Liagkas Themis Georgantas    | Michalis Kouinelis Despina Vandi Antonis Remos Melina Aslanidou   |
| Eins    | 10. Januar 2014    | 9. Mai 2014       | Maria Elena Kyriakou | Areti Kosmidou    | Lefteris Kintatos    | Despina Vandi    | Giorgos Liagkas Themis Georgantas    | Michalis Kouinelis Despina Vandi Antonis Remos Melina Aslanidou   |
| Zwei    | 15. Februar 2015   | 21. June 2015     | Kostas Ageris        | Anna Vilanidi     | Katerina Kabanelli   | Antonis Remos    | Giorgos Liagkas Themis Georgantas    | Michalis Kouinelis Despina Vandi Antonis Remos Melina Aslanidou   |
| Zwei    | 15. Februar 2015   | 21. June 2015     | Kostas Ageris        | Anna Vilanidi     | Nektarios Mallas     | Antonis Remos    | Giorgos Liagkas Themis Georgantas    | Michalis Kouinelis Despina Vandi Antonis Remos Melina Aslanidou   |
| Drei    | 16. November 2016  | 2. März 2017      | Giannis Margaris     | Kassiani Leipsaki | Nikoleta Milioni     | Kostis Maraveyas | Giorgos Kapoutzidis Elena Tsagkrinou | Kostis Maraveyas Sakis Rouvas Elena Paparizou Panos Mouzourakis   |
| Drei    | 16. November 2016  | 2. März 2017      | Giannis Margaris     | Kassiani Leipsaki | Christos Theodorou   | Kostis Maraveyas | Giorgos Kapoutzidis Elena Tsagkrinou | Kostis Maraveyas Sakis Rouvas Elena Paparizou Panos Mouzourakis   |
| Vier    | 3. Oktober 2017    | 20. Dezember 2017 | Yiorgos Zioris       | Stelios Ioakeim   | Christodoula Tsagara | Kostis Maraveyas | Giorgos Kapoutzidis Laura Narjes     | Kostis Maraveyas Sakis Rouvas Elena Paparizou Panos Mouzourakis   |
| Vier    | 3. Oktober 2017    | 20. Dezember 2017 | Yiorgos Zioris       | Stelios Ioakeim   | Despina Lemonitsi    | Kostis Maraveyas | Giorgos Kapoutzidis Laura Narjes     | Kostis Maraveyas Sakis Rouvas Elena Paparizou Panos Mouzourakis   |
| Fünf    | 2. Oktober 2018    | 20. Dezember 2018 | Lemonia Beza         | Marina Jungwirth  | Louis Panagiotou     | Kostis Maraveyas | Giorgos Kapoutzidis Laura Narjes     | Kostis Maraveyas Sakis Rouvas Elena Paparizou Panos Mouzourakis   |
| Fünf    | 2. Oktober 2018    | 20. Dezember 2018 | Lemonia Beza         | Marina Jungwirth  | Maria Ieronimaki     | Kostis Maraveyas | Giorgos Kapoutzidis Laura Narjes     | Kostis Maraveyas Sakis Rouvas Elena Paparizou Panos Mouzourakis   |
| Sechs   | 27. September 2019 | 22. Dezember 2019 | Dimitris Karagiannis | Elpida Gad        | Giorgos Efthimiadis  | Sakis Rouvas     | Giorgos Lianos Christina Bompa       | Sakis Rouvas Elena Paparizou Panos Mouzourakis Eleonora Zouganeli |
| Sechs   | 27. September 2019 | 22. Dezember 2019 | Dimitris Karagiannis | Elpida Gad        | Kostas Cheilas       | Sakis Rouvas     | Giorgos Lianos Christina Bompa       | Sakis Rouvas Elena Paparizou Panos Mouzourakis Eleonora Zouganeli |
| Sieben  | 13. September 2020 | 2021              |                      |                   |                      |                  | Giorgos Lianos Laura Narjes          | Sakis Rouvas Elena Paparizou Panos Mouzourakis Eleonora Zouganeli |
| Sieben  | 13. September 2020 | 2021              |                      |                   |                      |                  | Giorgos Lianos Laura Narjes          | Sakis Rouvas Elena Paparizou Panos Mouzourakis Eleonora Zouganeli |

## Erfolg
Die Gewinnerin der ersten The Voice of Greece Staffel hatte nach ihrem Sieg einen großen Erfolg. Sie hat außerdem am Eurosong- A Mad Show 2015, dem griechischen Eurovision Song Contest Vorentscheid teilgenommen. Maria Elena Kyriakou gewann den Vorentscheid und vertrat Griechenland beim Eurovision Song Contest. Dort erreichte sie mit 23 Punkten den 19. Platz.